# 1996年夏季奥林匹克运动会
第二十六届夏季奥林匹克运动会（英語：the Games of the XXVI Olympiad），于1996年7月19日至8月4日在美国的亚特兰大举行，先前的世界盃也在同一國家舉行。

## 背景
亚特兰大是在1990年国际奥委会東京會議的投票中击败雅典、贝尔格莱德、曼徹斯特、墨尔本和多伦多而成为主办城市的。由于1996年适逢現代奥林匹克运动100周年，再加上美國於1994年舉行世界盃足球賽，许多人认为国际奥委会应该将举办权授予奥运会的诞生地——希腊雅典，但是奥委会最终的投票结果却决定由亚特兰大主办，主要原因是希腊的体育场馆设施未能达到理想的标准。另外在7月27日奥运会举行期间在亚特兰大的奥林匹克公园发生爆炸案，111人受伤，1人死亡。在国际奥委会主席萨马兰奇的闭幕演说中，他第一次没有将本次奥运会形容为“有史以来最好的一届奥运会”。

## 焦點
- 香港為最後一次以「香港」和「Hong Kong」名義出席奥林匹克運動會，滑浪風帆選手李麗珊贏得香港歷史性首面奧運金牌。
- 美国田径运动员迈克尔·约翰逊获得了男子200米和400米两个项目的金牌，并以19.32秒的成绩刷新了男子200米世界记录。
- 土耳其选手纳伊姆·苏莱曼奥卢（Naim Suleymanoglu）成为第一个获得3枚奥运金牌的举重选手。
- 垒球、沙滩排球、山地自行车和女子足球首次成为奥运会比赛项目。
- 有5名运动员被發现服用了体育禁药。
- 台湾留学生李建兴在1996年夏季奥林匹克运动会期间展示中华民国国旗后被驱逐。[1]

## 比赛项目
本届奥运会共26个大項目、271个小项目。
| - 足球 - 篮球 - 排球 - 室内排球 - 沙滩排球 - 田径 - 水上项目： - 游泳 - 花样游泳 - 跳水 - 水球 - 射击 |  | - 体操 - 体操 - 蹦床 - 艺术体操 - 羽毛球 - 网球 - 手球 - 棒球 - 垒球 - 曲棍球 - 举重 |  | - 摔跤 - 拳击 - 柔道 - 击剑 - 射箭 - 帆船 - 赛艇 - 皮划艇 - 自行车 - 马术 - 现代五项 |

## 参赛国家及地区

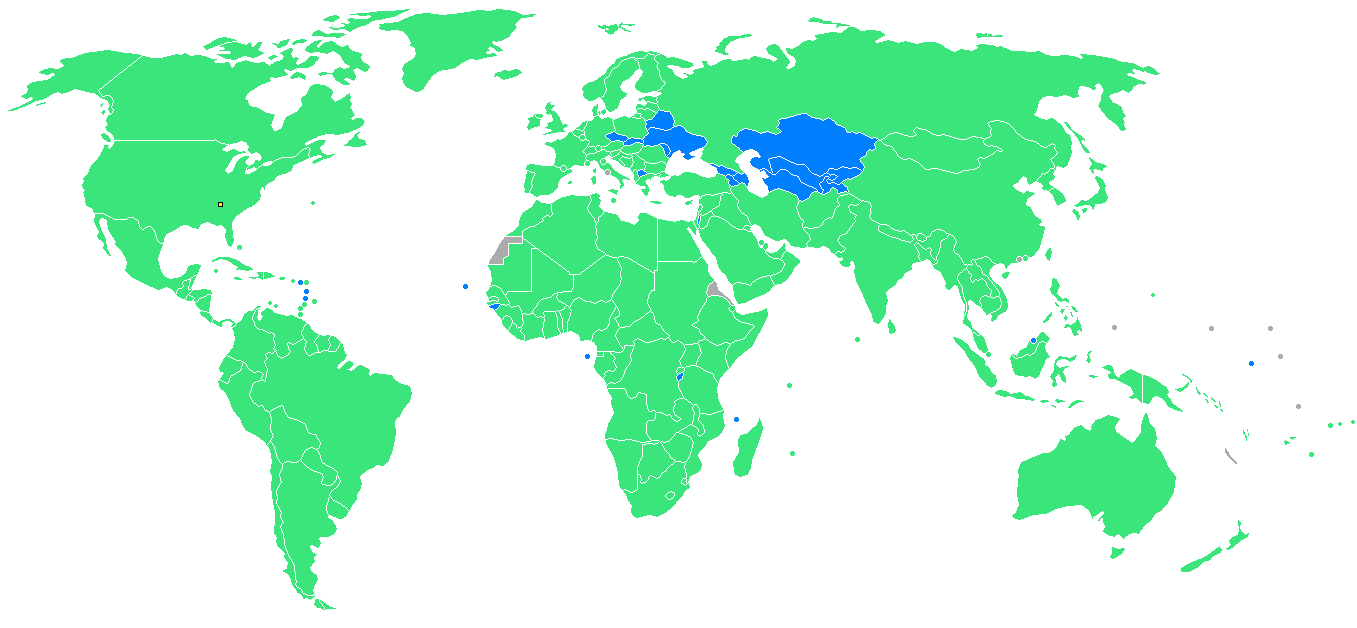
参赛国家及地区分布

一共有197个国家及地区参加了1996年的亚特兰大奥运会。至少有20个代表团是首次参加奥运会，其中包括前苏联的12个加盟共和国，1992年他们是以独立国家联合体的名义参加了巴塞罗纳奥运会，而在本届奥运会上这些国家将以独立的国家身分参赛。
亚特兰大奥运会首次实现全体国际奥委会成员无一缺漏全部派团参赛。
| \| - 阿富汗（1） - 阿尔巴尼亚（7） - 阿尔及利亚（45） - 美属萨摩亚（7） - 安道尔（8） - 安哥拉（28） - 安提瓜和巴布达（13） - 阿根廷（178） - 亚美尼亚（32） - 阿鲁巴（3） - （424） - 奥地利（72） - 阿塞拜疆（23） - 巴哈马（26） - 巴林（5） - （4） - 巴巴多斯（13） - 白俄罗斯（157） - 比利时（61） - 伯利兹（5） - （5） - 百慕大（9） - 不丹（2） - 玻利维亚（8） - 波斯尼亚和黑塞哥维那（9） - 博茨瓦纳（7） - 巴西（225） - （7） - 汶莱（1） - 保加利亚（110） - 布基纳法索（5） - 布隆迪（7） - 柬埔寨（5） - 喀麦隆（15） - 加拿大（303） - 佛得角（4） - 开曼群岛（9） - 中非共和国（5） - （4） - 智利（21） - 中国（294） - 哥伦比亚（48） - 科摩罗（4） - 刚果共和国（5） - 库克群岛（3） - 哥斯达黎加（49） - 科特迪瓦（11） - 克罗地亚（84） - 古巴（164） - 塞浦路斯（17） \| - 捷克（115） - 丹麦（119） - 吉布提（5） - 多米尼克（6） - （16） - 厄瓜多尔（19） - 埃及（29） - 萨尔瓦多（7） - 赤道几内亚（5） - 爱沙尼亚（43） - 埃塞俄比亚（18） - 斐济（17） - 芬兰（76） - 法国（299） - 加蓬（7） - 冈比亚（9） - （34） - 德国（465） - （35） - 英国（300） - 希腊（121） - 格林纳达（5） - 关岛（8） - 危地马拉（26） - 几内亚（5） - 几内亚比绍（3） - 圭亚那（7） - 海地（7） - 洪都拉斯（7） - 香港（23） - 匈牙利（214） - 冰岛（9） - 印度（49） - 印度尼西亚（40） - 伊朗（18） - 伊拉克（3） - 爱尔兰（78） - 以色列（25） - 意大利（346） - 牙买加（45） - 日本（306） - 约旦（5） - （96） - （52） - 朝鲜（24） - 韩国（300） - 科威特（25） - （33） - 老挝（5） \| - 拉脱维亚（48） - 黎巴嫩（1） - 莱索托（9） - 利比里亚（5） - 利比亚（5） - 列支敦士登（2） - 立陶宛（61） - 卢森堡（6） - 马其顿（11） - 马达加斯加（11） - 马拉维（2） - 马来西亚（35） - 马尔代夫（6） - （3） - 马耳他（7） - 毛里塔尼亚（4） - 毛里求斯（26） - 墨西哥（97） - 摩尔多瓦（40） - 摩纳哥（3） - 蒙古（16） - 摩洛哥（34） - 莫桑比克（3） - 缅甸（3） - 纳米比亚（8） - （3） - 尼泊尔（6） - 荷兰（235） - （6） - 新西兰（97） - 尼加拉瓜（26） - （3） - 尼日利亚（65） - 挪威（98） - 阿曼（4） - 巴基斯坦（24） - 巴勒斯坦（2） - 巴拿马（7） - 巴布亚新几内亚（11） - 巴拉圭（7） - 秘鲁（29） - 菲律宾（12） - 波兰（165） - 葡萄牙（106） - 波多黎各（69） - （12） - 罗马尼亚（165） - 俄罗斯（390） - 卢旺达（4） \| - 圣基茨和尼维斯（10） - 圣卢西亚（6） - 圣文森特和格林纳丁斯（8） - 西萨摩亚（5） - 圣马力诺（1） - 圣多美和普林西比（2） - 沙特阿拉伯（29） - 塞内加尔（11） - 塞舌尔（9） - （14） - 新加坡（14） - 斯洛伐克（71） - 斯洛文尼亚（37） - 所罗门群岛（1） - 索马里（4） - 南非（84） - 西班牙（294） - 斯里兰卡（9） - 苏丹（4） - 苏里南（7） - （6） - 瑞典（177） - 瑞士（114） - 叙利亚（7） - 中华台北（74） - （8） - 坦桑尼亚（7） - 泰国（37） - 多哥（5） - （5） - 特立尼达和多巴哥（12） - 突尼斯（51） - 土耳其（53） - （7） - 乌干达（10） - 乌克兰（231） - 阿拉伯联合酋长国（4） - 美国（646）（主辦國） - 乌拉圭（14） - （71） - 瓦努阿图（4） - 委内瑞拉（39） - 越南（6） - （12） - 也门（4） - 南斯拉夫（68） - （14） - 赞比亚（8） - 津巴布韦（13） \| | | | |
| - 阿富汗（1） - 阿尔巴尼亚（7） - 阿尔及利亚（45） - 美属萨摩亚（7） - 安道尔（8） - 安哥拉（28） - 安提瓜和巴布达（13） - 阿根廷（178） - 亚美尼亚（32） - 阿鲁巴（3） - （424） - 奥地利（72） - 阿塞拜疆（23） - 巴哈马（26） - 巴林（5） - （4） - 巴巴多斯（13） - 白俄罗斯（157） - 比利时（61） - 伯利兹（5） - （5） - 百慕大（9） - 不丹（2） - 玻利维亚（8） - 波斯尼亚和黑塞哥维那（9） - 博茨瓦纳（7） - 巴西（225） - （7） - 汶莱（1） - 保加利亚（110） - 布基纳法索（5） - 布隆迪（7） - 柬埔寨（5） - 喀麦隆（15） - 加拿大（303） - 佛得角（4） - 开曼群岛（9） - 中非共和国（5） - （4） - 智利（21） - 中国（294） - 哥伦比亚（48） - 科摩罗（4） - 刚果共和国（5） - 库克群岛（3） - 哥斯达黎加（49） - 科特迪瓦（11） - 克罗地亚（84） - 古巴（164） - 塞浦路斯（17） | - 捷克（115） - 丹麦（119） - 吉布提（5） - 多米尼克（6） - （16） - 厄瓜多尔（19） - 埃及（29） - 萨尔瓦多（7） - 赤道几内亚（5） - 爱沙尼亚（43） - 埃塞俄比亚（18） - 斐济（17） - 芬兰（76） - 法国（299） - 加蓬（7） - 冈比亚（9） - （34） - 德国（465） - （35） - 英国（300） - 希腊（121） - 格林纳达（5） - 关岛（8） - 危地马拉（26） - 几内亚（5） - 几内亚比绍（3） - 圭亚那（7） - 海地（7） - 洪都拉斯（7） - 香港（23） - 匈牙利（214） - 冰岛（9） - 印度（49） - 印度尼西亚（40） - 伊朗（18） - 伊拉克（3） - 爱尔兰（78） - 以色列（25） - 意大利（346） - 牙买加（45） - 日本（306） - 约旦（5） - （96） - （52） - 朝鲜（24） - 韩国（300） - 科威特（25） - （33） - 老挝（5） | - 拉脱维亚（48） - 黎巴嫩（1） - 莱索托（9） - 利比里亚（5） - 利比亚（5） - 列支敦士登（2） - 立陶宛（61） - 卢森堡（6） - 马其顿（11） - 马达加斯加（11） - 马拉维（2） - 马来西亚（35） - 马尔代夫（6） - （3） - 马耳他（7） - 毛里塔尼亚（4） - 毛里求斯（26） - 墨西哥（97） - 摩尔多瓦（40） - 摩纳哥（3） - 蒙古（16） - 摩洛哥（34） - 莫桑比克（3） - 缅甸（3） - 纳米比亚（8） - （3） - 尼泊尔（6） - 荷兰（235） - （6） - 新西兰（97） - 尼加拉瓜（26） - （3） - 尼日利亚（65） - 挪威（98） - 阿曼（4） - 巴基斯坦（24） - 巴勒斯坦（2） - 巴拿马（7） - 巴布亚新几内亚（11） - 巴拉圭（7） - 秘鲁（29） - 菲律宾（12） - 波兰（165） - 葡萄牙（106） - 波多黎各（69） - （12） - 罗马尼亚（165） - 俄罗斯（390） - 卢旺达（4） | - 圣基茨和尼维斯（10） - 圣卢西亚（6） - 圣文森特和格林纳丁斯（8） - 西萨摩亚（5） - 圣马力诺（1） - 圣多美和普林西比（2） - 沙特阿拉伯（29） - 塞内加尔（11） - 塞舌尔（9） - （14） - 新加坡（14） - 斯洛伐克（71） - 斯洛文尼亚（37） - 所罗门群岛（1） - 索马里（4） - 南非（84） - 西班牙（294） - 斯里兰卡（9） - 苏丹（4） - 苏里南（7） - （6） - 瑞典（177） - 瑞士（114） - 叙利亚（7） - 中华台北（74） - （8） - 坦桑尼亚（7） - 泰国（37） - 多哥（5） - （5） - 特立尼达和多巴哥（12） - 突尼斯（51） - 土耳其（53） - （7） - 乌干达（10） - 乌克兰（231） - 阿拉伯联合酋长国（4） - 美国（646）（主辦國） - 乌拉圭（14） - （71） - 瓦努阿图（4） - 委内瑞拉（39） - 越南（6） - （12） - 也门（4） - 南斯拉夫（68） - （14） - 赞比亚（8） - 津巴布韦（13） |

## 奖牌榜
| 排名 | 国家／地区    | 金牌 | 银牌 | 铜牌 | 總數 |
| ---- | ------------- | ---- | ---- | ---- | ---- |
| 1    | 美国（USA）   | 44   | 32   | 25   | 101  |
| 2    | 俄罗斯（RUS） | 26   | 21   | 16   | 63   |
| 3    | 德国（GER）   | 20   | 18   | 27   | 65   |
| 4    | 中国（CHN）   | 16   | 22   | 12   | 50   |
| 5    | 法国（FRA）   | 15   | 7    | 15   | 37   |
| 6    | 意大利（ITA） | 13   | 10   | 12   | 35   |
| 7    | （AUS）       | 9    | 9    | 23   | 41   |
| 8    | 古巴（CUB）   | 9    | 8    | 8    | 25   |
| 9    | 乌克兰（UKR） | 9    | 2    | 12   | 23   |
| 10   | 韩国（KOR）   | 7    | 15   | 5    | 27   |